# Hartville (Wyoming)
Pour les articles homonymes, voir Hartville.
Hartville est une municipalité américaine située dans le comté de Platte au Wyoming.
Lors du recensement de 2010, sa population est de 62 habitants. La municipalité s'étend sur 0,25 milles carrés (0,65 km2).